# Xanthoparmelia globisidiosa
Xanthoparmelia globisidiosa är en lavart som beskrevs av Hale. Xanthoparmelia globisidiosa ingår i släktet Xanthoparmelia och familjen Parmeliaceae.   Inga underarter finns listade i Catalogue of Life.